# Иезуитский квартал и миссии Кордовы
Иезуитский квартал и миссии Кордовы (исп. La Manzana Jesuítica y las Estancias de Córdoba) — памятник Всемирного наследия ЮНЕСКО, который включает в себя две составные части:
- несколько бывших редукций, построенных иезуитскими миссионерами в окрестностях аргентинского города Кордова;
- Иезуитский квартал Кордовы, где расположены Национальный университет (один из старейших в Южной Америке), школа «Monserrat», церковь и жилые дома.

Ансамбль редукций (миссий и ферм) в окрестностях города застраивался иезуитами начиная с середины XVII века. В 1767 году Карл III подписал указ об изгнании иезуитов из испанских владений и о конфискации их собственности. В следующем году университет и школа перешли в ведение государства.
Каждая миссия имеет свою церковь и комплекс зданий, вокруг которых вырастали посёлки, такие как Альта-Грасия, ближайшая к городу Кордова. Миссия Сан-Игнасио больше не существует. Иезуитский квартал и миссии часто посещаются туристами, путешествующими по маршруту «Дорога иезуитских миссий» (исп.  El Camino de las Estancias Jesuíticas).
Как уникальное свидетельство просветительской деятельности иезуитов на территории Латинской Америки в XVII—XVIII вв. иезуитский квартал и миссии были занесены в 2000 году в список Всемирного наследия ЮНЕСКО.
Недалеко от иезуитского квартала расположен также собор Успения Пресвятой Богородицы — старейший католический храм на территории Аргентины, памятник испанского колониального барокко.